# Telmatoscopus crenigus
Telmatoscopus crenigus és una espècie d'insecte dípter pertanyent a la família dels psicòdids.

## Descripció
- Mascle: ales sense taques, d'1,87-2,30 mm de llargada, 0,80-0,87 d'amplada i acabant en un àpex agut; sutura interocular ampla i en forma de "V" invertida; occipuci amb els extrems truncats; front amb una àrea triangular de pèls; fèmur més curt que la tíbia; edeagus petit i en forma de "Y"; antenes d'1,55-1,67 mm de longitud.
- Femella similar al mascle amb els lòbuls apicals de la placa subgenital en forma de paleta d'obrar i ben separats; antenes d'1,50 mm de llargada i ales de 2,25-2,50 de llargària i 0,87-0,90 d'amplada.[3]

## Distribució geogràfica
Es troba a Nova Guinea.